# Sinocyclocheilus multipunctatus
Sinocyclocheilus multipunctatus är en fiskart som först beskrevs av Pellegrin, 1931.  Sinocyclocheilus multipunctatus ingår i släktet Sinocyclocheilus och familjen karpfiskar. Inga underarter finns listade i Catalogue of Life.